# Achias ismayi
Achias ismayi är en tvåvingeart som beskrevs av Mcalpine 1994. Achias ismayi ingår i släktet Achias och familjen bredmunsflugor. Inga underarter finns listade i Catalogue of Life.